# Bernau am Chiemsee
Pour les articles homonymes, voir Bernau.
Bernau am Chiemsee est une commune de Bavière (Allemagne), située dans l'arrondissement de Rosenheim, dans le district de Haute-Bavière.

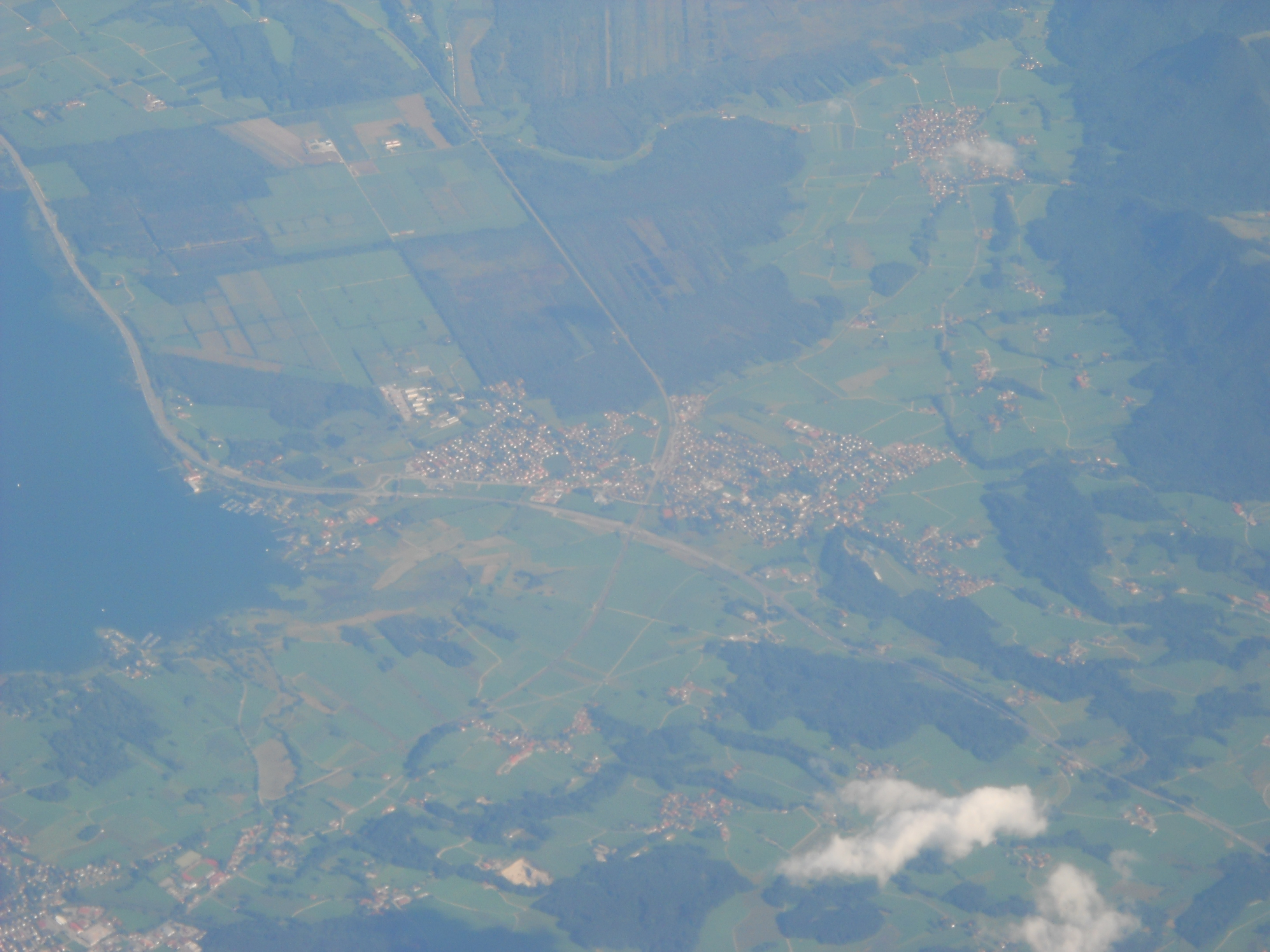